# Prime Computer
Prime Computer, Inc. — производитель мини-компьютеров в Массачусетсе.

## История
Работали с 1972 по 1992, но с появлением персональных компьютеров и падением индустрии мини-компьютеров в начале 1990-х годов Prime был вытеснен с рынка, и к концу 2010 товарные знаки как для Prime, так и для Primos больше не существуют. Альтернативные варианты написания "Pr1me" и "Pr1mos" были использованы компанией в качестве фирменных наименований или логотипов.
В 1988 году Prime Computer купила компанию Computervision (англ.) за $434 млн.

## Продукция
Первой продукцией компании, конкурировавшей с DEC, Data General и Hewlett-Packard, были клоны миникомпьютеров Honeywell Honeywell 316 и 516 (англ.).
- 1972 год — Prime 200
- 1973 год — Prime 100
- 1974 год — Prime 300
- 1976 год — Prime 400
- 1979 год — Prime 450, 550, 650 и супер-мини-компьютер 750[5]